# Protospatharios
Prōtospatharios (griechisch πρωτοσπαθάριος) war einer der höchsten höfischen Würdentitel des Byzantinischen Reiches vom 8. bis zum 12. Jahrhundert, der an verdiente Generäle und zivile Provinzbeamte, aber auch an ausländische Staatsoberhäupter verliehen wurde.

## Geschichte
Die Bedeutung des Titels („erster Spatharios“) weist auf seine ursprüngliche Funktion, die des Anführers der Ranggruppe oder Einheit (taxis) der spatharioi hin. Es handelt sich dabei um eine kaiserliche Leibwache, die bereits seit dem 6. Jahrhundert belegt ist. Wahrscheinlich unter der Herrschaft des Herakleios wurde das Amt zu einem Würdentitel (griechisch δια βραβείου αξία dia brabeiou axia) und wurde seitdem wichtigen Höflingen und verbündeten Herrschern gewährt, später auch an hochrangige Kommandeure der Themen verliehen. Die erste Erwähnung eines prōtospatharios findet sich in der Chronik des Theophanes, der einen „Sergios, prōtospatharios und stratēgos von Sizilien“ im Jahr 718 beschreibt. Im späten 9. Jahrhundert findet sich der Hinweis, der prōtospatharios habe unter dem patrikios und über dem dishypatos gestanden. Das Verleihen des Titels war mit der Aufnahme in den Senat verbunden. Daher war das Prestige des Titels sehr groß, was durch eine Schilderung des Kaisers Konstantin VII. (regierte 913–959) in seinem Werk De Administrando Imperio verdeutlicht wird: Während der Herrschaft seines Vaters, Kaiser Leos VI. (reg. 886–912), bezahlte ein betagter Priester der Nea Ekklesia mit Namen Ktenas 60 Litras Gold (etwa 19,4 kg), d. h. etwa das Sechzigfache des jährlichen Einkommens von 72 Nomismata, die einem prōtospatharios zustanden, um den Titel zu erhalten. Der Priester starb allerdings schon zwei Jahre später. Wie andere Würdentitel des mittelbyzantinischen Reiches nahm seine Bedeutung im 11. Jahrhundert stark ab. Zum letzten Mal ist der Titel 1115 belegt, obwohl er von Pseudo-Kodinos noch in der Mitte des 14. Jahrhunderts erwähnt wird.
Dem Klētorologion des Philotheos zufolge wurde innerhalb des Titels zwischen den Kategorien der Eunuchen (ektomiai) und Nicht-Eunuchen (barbatoi, „Bärtige“) unterschieden. Zusätzlich zum Insignium ihres Amtes, einer Goldkette (maniakion), die mit Perlen verziert war, hatten die Eunuchen ein spezielles Kleidungsstück, eine weiß-golden verzierte Tunika und Dubletten mit goldenen Facetten. Die Nicht-Eunuchen trugen nur eine goldene Kette (kloios), die mit Edelsteinen verziert war.

## Funktionen
Neben dem höfischen Würdentitel gab es auch einige prōtospatharioi, die spezielle Aufgaben hatten:
- Der prōtospatharios, der dem Chrysotriklinos vorstand (πρωτοσπαθάριος τοῦ Χρυσοτρικλίνου), der Empfangshalle des Großen Palasts von Konstantinopel.[9]
- Der prōtospatharios, der dem Lausiakos vorstand (πρωτοσπαθάριος τοῦ Λαυσιακοῦ), einer großen Halle, die sich an das Chrysotriklinos anschloss und als Versammlungshalle diente. Das Personal (oikeiakoi) des Lausiakos hatten wahrscheinlich auch Aufgaben im Zusammenhang mit der Vorbereitung des kaiserlichen Banketts.[10]
- Der prōtospatharios, oder katepanō, der basilikoi anthrōpoi (πρωτοσπαθάριος/κατεπάνω τῶν βασιλικῶν), eine Gruppe niederer kaiserlicher Diener. Er wird als einer der stratarchai geführt, hatte also eine nicht näher bekannte militärische Aufgabe. Sein Gefolge beinhaltete Männer niederer Ränge (z. B. die spatharioi und kandidatoi), sein Hauptgehilfe war ein domestikos.[11]
- Der prōtospatharios tēs Phialēs (πρωτοσπαθάριος τῆς Φιάλης), ein Beamter, der als Richter für die Ruderer der Byzantinischen Flotte, die um die Hauptstadt Konstantinopel stationiert waren, fungierte. Wie die genaue Aufgabenbeschreibung dieses Amtes bleibt der Begriff phialē („Wasserbecken“) rätselhaft; er könnte sich möglicherweise auf den kaiserlichen Hafen des Bukoleon-Palast beziehen.[12]

## Bekannte ausländischePrōtospatharioi
- Iwan der Russe
- Kasim Beg
- Mihailo Vojislavljević von Duklja
- Stjepan Praska